# Микита Віктор Федорович
Віктор Федорович Микита (нар. 4 лютого 1979, с. Ільниця, тепер Хустський район, Закарпатська область) — український діяч, політик, заступник Керівника Офісу Президента України (з 8 вересня 2024 року). Колишній голова Закарпатської обласної державної адміністрації (з 10 грудня 2021 по 8 вересня 2024 року).
Голова Палати регіонів Конгресу місцевих та регіональних влад при Президентові України, голова Закарпатської обласної організації політичної партії «Слуга Народу».

## Біографія
Народився 4 лютого 1979 року в с. Ільниця Хустського району Закарпатської області.
1998 року закінчив Закарпатський лісотехнічний технікум («Технологія, економіка і планування деревообробки»).
З 1999 по 2002 рік працював за фахом на низці підприємств, зокрема на УДППЗ «Укрпошта». Був юристом у приватній компанії.
2002 року закінчив Національну академію внутрішніх справ України («Правознавство», юрист).
Діяльність у сфері національної безпеки
З 2003 року працював в правоохоронних органах. Зокрема, був заступником начальника управління СБУ в Запорізькій області та займав відповідальну посаду в центральному апараті Служби безпеки України.
З 2013 по 2014 рік — проходив службу у Донецьку.
У 2015—2018 роках — керівник спецпідрозділу СБУ Закарпатської області по боротьбі з організованою злочинністю.
У 2018—2021 роках — керівник спецпідрозділу СБУ Запорізької області по боротьбі з організованою злочинністю.
У 2021 році — перший заступник начальника ГУ СБУ.
Діяльність на посаді голови Закарпатської обласної державної адміністрації
10 грудня 2021 року —  призначений головою Закарпатської обласної державної адміністрації.
24 лютого 2023 року відповідно до Указу Президента України призначений начальником Закарпатської обласної військової адміністрації щодо утворення військових адміністрацій 
З початку широкомасштабного російського вторгнення в Україну активно займається підтримкою та забезпеченням військових підрозділів матеріально-технічними засобами.
Єдиний голова військової адміністрації в Україні, який відвідував бійців під час операції з оборони Бахмуту.
8 вересня 2024 року згідно з Указом Президента України № 619/2024 звільнений з посади голови Закарпатської обласної державної адміністрації.
Діяльність на посаді заступника Керівника Офісу Президента України
З 8 вересня 2024 року — заступник Керівника Офісу Президента України.

## Проєкти та ініціативи

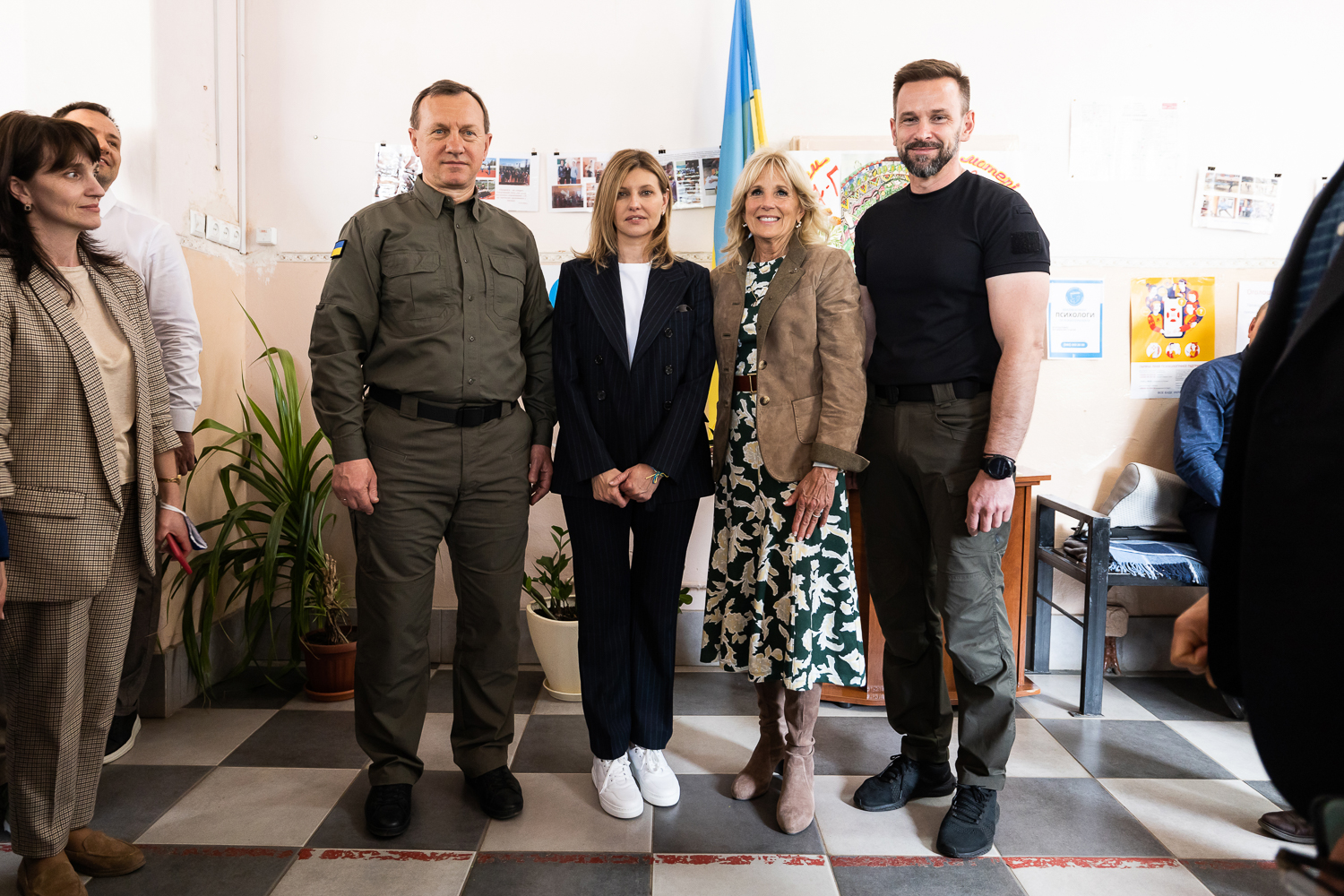
Микита (праворуч) разом з першою леді України Оленою Зеленською та першою леді США Джилл Байден.

Ініціював створення на Закарпатті першого в Україні Центру підготовки населення до національного спротиву.
Сприяв розробці обласної програми компенсації відсоткової ставки за кредитами (3 %) на придбання житла військовослужбовцям ЗСУ (за контрактом) на 2023—2027 роки в межах проєкту доступної іпотеки «єОселя», яка була успішно впроваджена в регіоні.
Впровадив розробку та інтеграцію в області програми морально-психологічної підтримки й організації дозвілля для військовослужбовців, які перебувають у пунктах постійної дислокації. (В межах програми провели ряд заходів для перезавантаження та відновлення захисників та їх родин.)
Ініціював розробку та інтеграцію першої в Україні програми підтримки вівчарства, також створення Асоціації вівчарів. Програма передбачає збільшення поголів'я овець, відновлення вівчарства, створення нових робочих місць тощо.
Започаткував створення першого в області ІТ-кластера. Завдяки цій ініціативі почали генерувати ідеї та проєкти для розвитку регіону в різних напрямках: освітні, смартпрограми для оптимізації роботи органів управління й безпекової складової краю.
Ініціював створення власного регіонального інформаційно-довідкового порталу «Допомога Закарпаття». На ньому кожен охочий може знайти всю необхідну інформацію: вакансії, гумдопомога, житло, підтримка бізнесу, допомога ЗСУ, соцзахист та підтримка ВПО.
Був ініціатором створення першого в Україні «земельного банку» для релокації бізнесу та будівництва житла для ВПО. Проєкт передбачає зведення забудовником житлового будинку на землі державної форми власності та безоплатну передачу певної кількості квартир державі для забезпечення потреб ВПО.
Запустив проєкт грошової підтримки вимушених переселенців спільно з ООН. Завдяки цьому відповідній категорії людей надали додаткову матеріальну допомогу в розмірі 2200 гривень.
Реалізував проєкт релокації більш ніж 400 підприємств з територій, де ведуться активні бойові дії.
Ініціював та забезпечив релокацію на Закарпаття понад 100 ІТ-компаній та 30 тисяч працівників цієї галузі.
У 2023 році ініціював закриття КП "Міжнародний аеропорт Ужгород".

## Політична кар'єра
З вересня 2022 року обраний головою Закарпатської обласної організації партії «Слуга Народу».
3 березня 2023 року обраний головою Палати регіонів Конгресу місцевих та регіональних влад при Президентові України.

## Особисте життя
Одружений, виховує чотирьох дітей.

## Військове звання
- Полковник[27].

## Міжнародна діяльність
2022 — під час повномасштабної війни підписав угоду про співпрацю із головою Уряду землі Бургенланд Республіки Австрія Гансом Петером Доскоцілом. Ця угода стала першою в Україні в умовах воєнного стану та забезпечила постачання з нейтральної щодо війни країни спеціального транспорту, гуманітарної допомоги й оздоровлення тисяч дітей з регіонів де ведуться активні бойові дії.
2023 — за ініціативи та під головуванням Віктора Микити Закарпаття подало заявку на отримання статус члена ради Асамблеї європейських регіонів. У квітні 2023 року Виконавча рада Асамблеї європейських регіонів одноголосно ухвалила рішення про надання Закарпаттю статусу повноправного члена ради АЄР.
2023 — на чолі команди Палати регіонів Конгресу місцевих та регіональних влад при Президентові України на засіданні Комітету регіонів ЄС в Брюсселі вперше представляв сучасний інвестиційний паспорт Закарпаття й інвестиційний клімат інших регіонів України.